# Dabacala

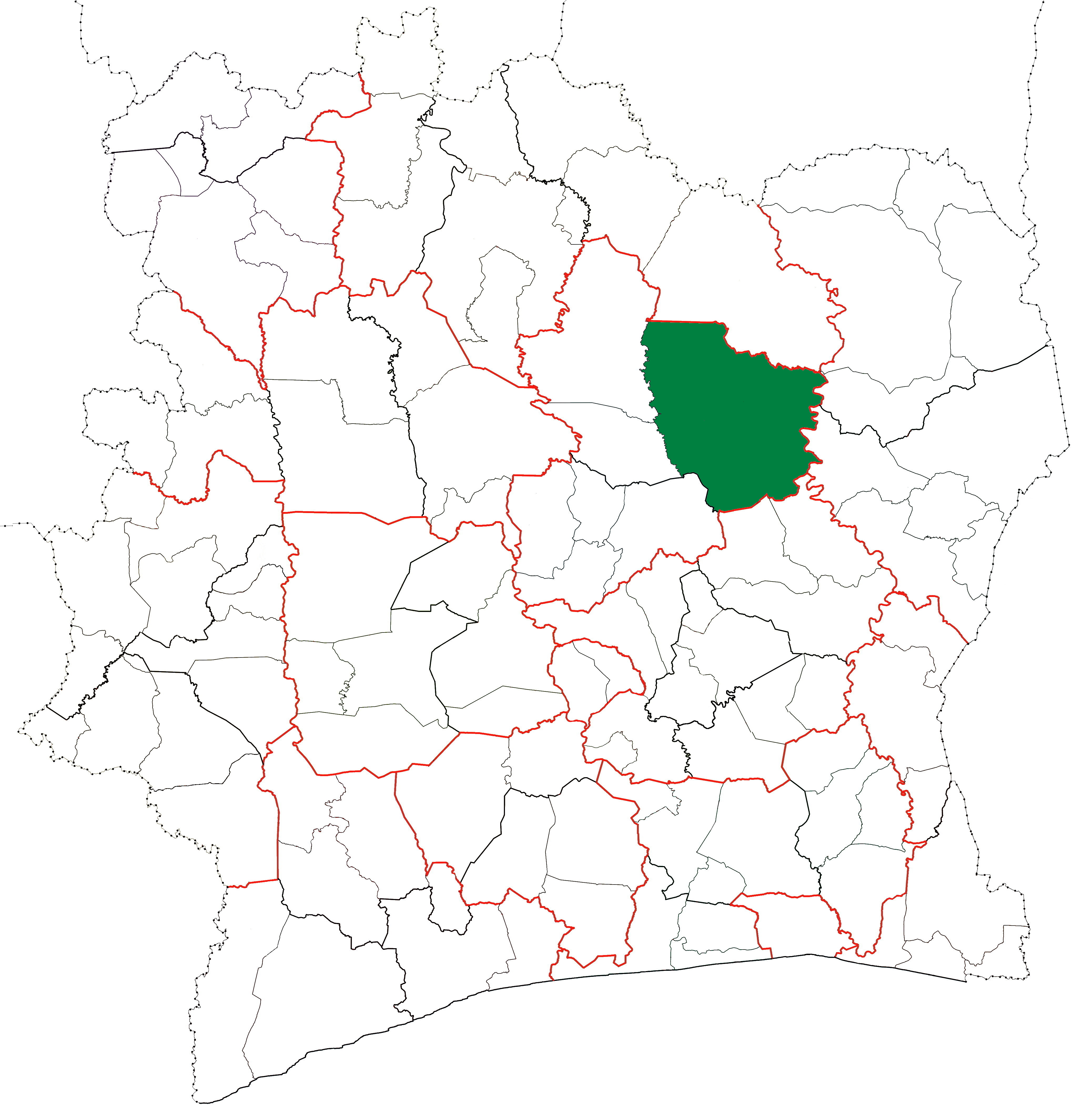
Localização do estado de Dabacala

Dabacala é uma cidade da Costa do Marfim, localizada no centro do país, e capital do Estado de Dabacala na região do Vale de Bandama.
Está localizada a nordeste da capital do país, Iamussucro, a 195 km do centro desta (distrito de habitat) e a 194 km do Palácio Presidencial da Costa do Marfim. Dista de Abidjan 498 quilômetros. Em questão de fronteira nacional, está mais próxima de Gana em direção leste, a 209 quilômetros do Bui National Park.
Há 6 idiomas predominantemente usados pela população local: Djamala, Malinquê, diúla, bambara, mangoro e o oficial e mais falado também: o Djimini.
A cidade possui uma área 4.200 km2, e 55.769 habitantes no último censo de 2014.

## Etimologia
Quanto ao nome Dabakala seriam palavras faladas em língua malinké, por um ferreiro aos exploradores da região, a fala ' enbê daba kala '', que traduzida para o português significa ''eu faço o daba''.

## História e Precedentes
Na região atual, o assentamento de Dabacala foi habitado pelos senufôs no século XIII, esse é o primeiro registro de povoação que se tem daquela localidade. Os Malinquês só ali se estabeleceram no século XVIII. A partir desse momento a atividade agrícola e comercial começou a progredir na região. Louis-Gustave Binger passou pela cidade em 26 de Janeiro de 1889, era um sábado, foi essa a primeira presença colonial na cidade, os franceses já haviam se deparado com Samori Turé e seu império, o de Uassulu no Níger, ano de 1881. O que Binger encontrou quando pisou em Dabacala foi uma cidade próspera, desenvolvida na questão do comércio, eram feitas trocas de produtos com cidades do sul e, também do Níger (país não fronteiriço mas próximo).
A atmosfera de pertencimento territorial francês só foi quebrada em Março de 1895, isso por conta das forças de Turé, foi o almani que transferiu a capital do Império de Uassulu de Bissandugu (Guiné) para Dabacala naquele tempo. No local foi feito um centro de escravos. A França havia declarado guerra novamente contra Samori, contra esse devido a quebra do acordo de paz de Bissandugu (1887), Turé havia cercado o fama Tiebá Traoré (r. 1866–1893) de Sicasso e este pediu auxílio aos franceses para derrotá-lo (1891).
A tomada da cidade de Dabacala por Samori Turé só foi possível pela ineficácia do coronel Monteil, que permitiu a ocupação por estar sem um efetivo de contra ataque. Com o passar das temporadas, as forças de Uassulu foram ficando defasadas e estavam sem aliados para lutar contra os colonialistas ingleses e franceses. Com a captura de Samori em 29 de Setembro de 1898 na Costa do Marfim, o império de Uassulu chegava ao seu fim. 
O império francês fez em Dabacala (1898) um posto militar, que só foi fechado em 1904. Em Janeiro de 1900, Dabacala tornou-se a segunda região militar de Bobo-Diulasso no Alto Volta (atual Burkina Faso), só retornou para a administração territorial Marfinense em Abril de 1900 (3 meses após).
Em 10 de julho de 1975, Dabacala foi erguido como um departamento com o Sr. Koffi Behibro como o primeiro Prefeito.

## Religião
Quanto a religião, a cidade possui uma grande mesquita: A grande Mesquita de Dabacala para os seguidores do Islã.
Para os cristãos católicos, em 1956 o padre Jean Lejune, um missionário católico que fez missões na costa do marfim, fundou a paróquia.
No dia em que o pai chega à missão de Boniérédougou, ele é saudado com alegria pelo bispo Diss, que está sozinho no local e há muito tempo esperando que um homem mais novo venha. Ele não ficará desapontado. Ele escreve alguns meses depois: desde que o padre Lejeune está comigo, Boniéré renasce nas aldeias. Ele está cheio de coragem, dedicação e zelo. Sabendo tagouana, ele é facilmente compreendido por Djiminis e as pessoas vêm até ele. Ele ama o arbusto. Quanto ao padre Lejeune, ele se encontra feliz nesta nova missão. Em uma bicicleta, com um catequista, ele viaja em todo Dabacala e freqüentemente gasta mais de 10 dias antes de retornar à missão. Fiel à catequese, ele também se torna um construtor de escolas e capelas.
A partir de 1956, ele garante a Eucaristia dominical em Dabacala, uma pequena aldeia de 1500 habitantes, localizada a 35 km de Bonieré e Samori tinha feito sua sede em 1896. Gradualmente, ele fez o seu pied-à-terre para trabalhar nesta região razoavelmente islamizada. Em 1962, Dabacala tornou-se o centro de uma nova paróquia e o P. Jean Lejeune foi instalado como pároco no dia 27 de maio. Ele confia sua paróquia a Nossa Senhora dos Pobres, a Virgem de Banneux. Graças à sua atividade, a pequena comunidade crescerá rapidamente e é com alegria que ele acolhe em 1966 o padre Lejeune, porque o trabalho não perde.

## Economia
Na região em que Dabacala se encontra, o Estado de Dabacala, a economia do departamento é essencialmente baseada em produtos alimentícios: inhame, milho, arroz, amendoim, mandioca, batata-doce, milheto, sorgo e várias frutas tropicais.
Os produtos industriais são: a castanha de caju, praticada cada vez mais pelos camponeses de todo o departamento, em grandes superfícies, o algodão nas subprefeituras de Satama-Sokoura, Boniérédougou e Foumbolo e a soja e o café, que ainda estão em fase experimental. A criação ainda é de tipo tradicional (exceto a fazenda Nondougou na sub-prefeitura de Dabackala), ou seja, não comercializada; O consumo diário das populações os casamentos e as cerimônias funerárias são os únicos beneficiários desta profissão.
A pesca também é tradicionalmente praticada em Comoé, N'Zi e lagoas criadas por barragens.

## Demografia
Dabacala, logo após o domínio colonial francês era apenas uma pequena aldeia. Quando o padre Jean Lejeune implantou a eucaristia dominical em Dabacala, no ano de 1956, a região possuía apenas 1.500 habitantes (ver no cabeçalho 'religião'). A tabela a seguir traz uma amostra do censo habitacional feito da década de 1970 até 2014:
| 1956  | 1975  | 1988  | 2010   | 2014   |
| ----- | ----- | ----- | ------ | ------ |
| 1.500 | 3.311 | 7.777 | 14.722 | 55.769 |